# Emmenosperma papuanum
Emmenosperma papuanum là một loài thực vật có hoa trong họ Táo. Loài này được (Merr. & L.M.Perry) M.C.Johnst. mô tả khoa học đầu tiên năm 1971.